# Armée de Silésie
L'armée de Silésie est, avec l'armée de Bohême (de), un important contingent de troupes alliées dans la guerre de la Sixième Coalition de 1813 à 1815.

## Composition
Après les batailles de Lützen et Bautzen, qui se soldent par de lourdes pertes, lors de la campagne d'Allemagne, les alliés prussiens et russes ont conclu un armistice avec les Français le 4 juin 1813 et retirent leurs troupes dans une position défensive près de Schweidnitz en Silésie. Avec les traités de Reichenbach, l'Autriche rejoint la coalition prussienne-russe et lors de la conférence du château de Trachenberg, le 12 juillet 1813, le roi prussien Frédéric-Guillaume III et le tsar russe Alexandre Ier signent un plan pour une stratégie commune contre les armées de Napoléon, élaboré par l'ancien maréchal français Bernadotte (devenu en 1810 le prince héritier Charles de Suède) et le chef d'état-major autrichien, le maréchal Radetzky. Après la déclaration de guerre de l'Autriche à la France, les troupes alliées se sont regroupées avec la Suède et la Grande-Bretagne pour former la plus grande force militaire des guerres napoléoniennes.
Ensuite, à côté de l'armée de Bohême (de) sous les ordres du prince Charles Philippe de Schwarzenberg et de l'armée du Nord sous les ordres du prince héritier Charles de Suède, l'armée de Silésie sous le commandement du général von Blücher avec le 1er corps prussien du général Yorck et le corps russe des généraux de Langeron, de Saint-Priest (8e corps), Olsoufiev (9e corps), Kaptsevitch (de) (10e corps), von Osten-Sacken (11e corps) et Vasilchikov (4e corps de cavalerie). En mars 1814, les généraux commandants du 3e corps prussien, Bülow et du 2e corps de l'armée principale russe, Wintzingerode, qui ont quitté l'armée du Nord avec leurs troupes en novembre et décembre 1813, respectivement, pour entrer en France via la Belgique et la Hollande et assiéger avec succès les troupes françaises à Soissons, se soumettent également au commandement suprême de Blücher.

## Batailles
L'armée de Silésie prend part aux batailles, escarmouches et sièges suivants :
Campagne d'automne 1813
Katzbach - Wartenburg - Leipzig
Campagne d'hiver 1814
Brienne et La Rothière - Champaubert - Montmirail - Château-Thierry - Vauchamps - Soissons - Craonne - Laon - Reims - Arcis-sur-Aube - Fère-Champenoise - Saint-Dizier - Claye - Paris
Lors de la campagne d'automne, les armées de Bohême et de Silésie ont d'abord suivi des chemins séparés à la poursuite des troupes menées par Napoléon et n'ont à nouveau avancé ensemble que lors de la bataille de cavalerie de Fère-Champenoise.
En août 1813, l'armée de Silésie a une force de combat de 105 414 hommes. Lors de la bataille de Leipzig, l'armée a une force de combat d'environ 68 000 hommes et 10 000 cavaliers comme troupes de réserve. Avec l'incorporation des corps Bülow et Wintzingerode en mars 1814, elle atteint une force de plus de 100 000 hommes.